# 新丰桥
新丰桥是一座明代石桥，五墩六孔，长98.6米，宽4.3米，位于江西省抚州市黎川县县城明清老街中段，黎河北岸的南津街与南岸的篁竹街两岸的两条重要商业街之间，建于明弘治年间（1504年），已公布为第二批抚州市文物保护单位。